# Kivivaara
Kivivaara är ett berg i Finland. Det ligger i Enontekis i landskapet Lappland, i den norra delen av landet, 1 000 km norr om huvudstaden Helsingfors. Toppen på Kivivaara är 622 meter över havet, eller 122 meter över den omgivande terrängen. Bredden vid basen är 1,9 km.
Terrängen runt Kivivaara är kuperad söderut, men norrut är den platt.  Trakten runt Kivivaara är nära nog obefolkad, med mindre än två invånare per kvadratkilometer. Det finns inga samhällen i närheten. Omgivningarna runt Kivivaara är i huvudsak ett öppet busklandskap.